# Jorge Casaretto
Alcides Jorge Pedro Casaretto (ur. 27 grudnia 1936 w Buenos Aires) – argentyński duchowny katolicki, biskup San Isidro w latach 1985-2011.

## Życiorys
Święcenia kapłańskie otrzymał 5 września 1964.

### Episkopat
28 grudnia 1976 papież Paweł VI mianował go biskupem diecezji Rafaela. Sakry biskupiej udzielił mu 19 marca 1977 biskup Justo Oscar Laguna.
14 marca 1983 papież Jan Paweł II ustanowił go biskupem koadiutorem diecezji San Isidro. Rządy w diecezji objął 13 maja 1985.
30 grudnia 2011 przeszedł na emeryturę.